# Urszula Sadkowska
Urszula Sadkowska (ur. 6 lutego 1984) – polska judoczka kategorii ciężkiej, dwukrotna wicemistrzyni i brązowa medalistka mistrzostw Europy.
Startowała w kategorii powyżej 78 kg na igrzyskach olimpijskich w Pekinie, gdzie odpadła w pierwszej rundzie. Największym sukcesem zawodniczki Nipponu Olsztyn był srebrny medal mistrzostw Europy w 2009 roku z Tbilisi. Rok później, w Wiedniu, zdobyła brązowy medal indywidualnie i srebrny w drużynie. W mistrzostwach Polski seniorek zdobyła 17 medali: 11 złotych, 5 srebrnych i 1 brązowy.